# Reisul-ouléma
Reisul-ouléma , (en bosniaque : reisul-ulema ; en turc : reisül-ulema ; en arabe : رئيس العلماء) est le titre de grand mufti parmi les Bosniaques. Elle représente la plus haute autorité religieuse non seulement pour les musulmans de Bosnie-Herzégovine, mais aussi pour les musulmans de la diaspora Bosniaque en Croatie, en Slovénie, en Serbie (Sandzak), et au Monténégro (seconde partie du Sandzak) où les musulmans sont organisés à travers des meshihats (conseil islamique qui administre les affaires religieuses des musulmans). Le siège du Reisul-Ulema se trouve à Sarajevo.
L'actuel reisul-ouléma est Husein Kavazović.

## Histoire

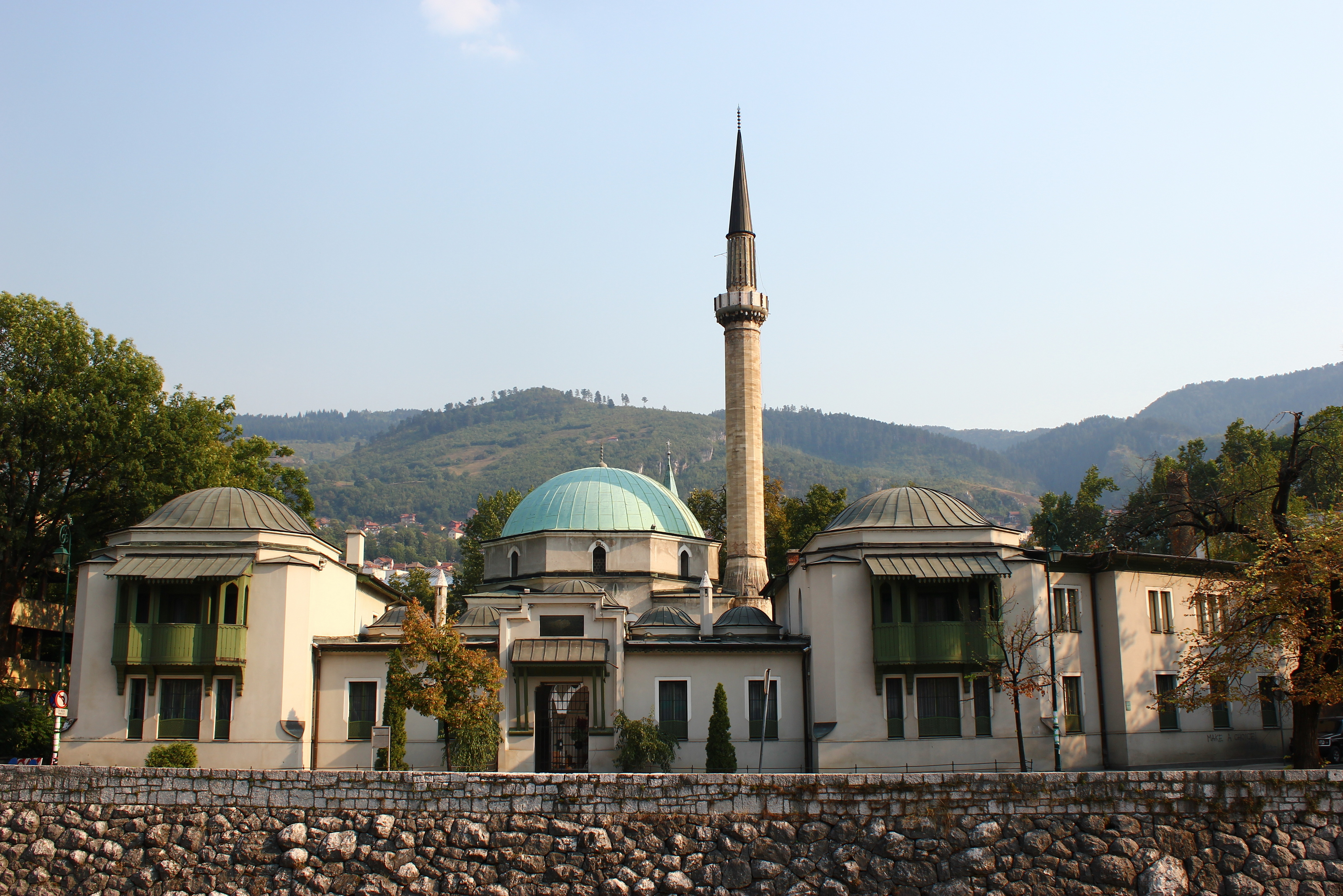
La mosquée de l'empereur à Sarajevo, siège du Reisul-Ulema

Le titre de reisul-ouléma est apparu pour la première fois en 1881. À la demande des dignitaires bosniaques auprès des autorités austro-hongroises afin d'avoir leur propre chef qui gérerait leurs affaires religieuses. Un an plus tard, l'Autriche-Hongrie accéda à cette demande, qu'elle avait elle-même formulée, et le Majlis i'ulema (Conseil des oulémas) fut formé, composé de quatre alims (érudit musulman spécialisé dans les sciences islamiques) et du reisul-ulema comme président. Cette loi a établi la direction religieuse des Bosniaques séparée d'Istanbul.
Une alternative à la fonction de reisul-ulema aurait pu être "glavni muftija" (chef principal), titre donné au chef religieux parmi d'autres communautés musulmanes des Balkans. Après la chute de l’Empire ottoman, des organisations religieuses dirigées par des muftis ont été créées parmi toutes ces communautés. Dans la plupart des pays des Balkans comptant des minorités musulmanes (Bulgarie, Serbie, Grèce, Roumanie), après les guerres balkaniques, les traités de paix prévoyaient la création d'administrations religieuses nationales de musulmans dirigées par des grands muftis.

## Légitimité
Jusqu'en 1878. Les plus hauts dignitaires religieux étaient des muftis qui détenaient le rang de muftis provinciaux dans la hiérarchie ottomane des oulémas. Ils ont été nommés par le cheikh al-Islam, qui a également émis un document spécial de nomination connu sous le nom de "menshura". Pendant toute la durée de l'existence du bureau du cheikh al-Islam à Istanbul, qui fut aboli en 1924, les Bosniaques insistèrent pour que les Reisul-Ulema reçoivent une lettre de nomination d'Istanbul.
L’Autriche-Hongrie s’intéressait à la question de l’élection des reisul-ulema. Un statut d'autonomie en 1909 a apporté une solution qui reflétait une certaine division dans l'élection des reisul-ulema entre les Bosniaques, l'Autriche-Hongrie et le cheikh al-Islam. Conformément au Statut, le Corps électoral a désigné trois candidats pour le poste vacant de reisul-ulema, parmi lesquels le monarque austro-hongrois en a sélectionné un et l'a nommé à ce poste. Après cela, la Curie électorale a adressé une demande au cheikh al-Islam pour qu'il délivre un certificat de mérite au chef désigné des Oulémas. La demande a été faite par la voie diplomatique. Une procédure identique ou similaire a été envisagée ultérieurement pour les musulmans d’autres pays des Balkans après les guerres balkaniques.

## Liste des Reisul-ouléma
| Nr. | Nom et prénom                       | Début de mandat | Fin de mandat |
| --- | ----------------------------------- | --------------- | ------------- |
| 1.  | Mustafa Hilmi ef. Hadžiomerović     | 1882.           | 1893.         |
| 2.  | Mehmed Teufik ef. Azabagić          | 1893.           | 1909.         |
| –   | Ahmed Munib ef. Korkut              | 1909.           | 1910.         |
| 3.  | hfz. Sulejman ef. Šarac             | 1910.           | 1912.         |
| –   | hfz. Mehmed Teufik ef. Okić         | 1912.           | 1914.         |
| 4.  | Mehmed Džemaludin ef. Čaušević      | 1914.           | 1930.         |
| 5.  | hfz. Ibrahim ef. Maglajlić          | 1930.           | 1936.         |
| –   | Salih Safvet ef. Bašić              | 1936.           | 1938.         |
| 6.  | Fehim ef. Spaho                     | 1938.           | 1942.         |
| –   | Salih Safvet ef. Bašić              | 1942.           | 1947.         |
| 7.  | Ibrahim ef. Fejić                   | 1947.           | 1957.         |
| 8.  | Sulejman ef. Kemura                 | 1957.           | 1975.         |
| 9.  | Naim ef. Hadžiabdić                 | 1975.           | 1987.         |
| –   | Ferhat ef. Šeta                     | 1987.           | 1987.         |
| 10. | hfz. Husein ef. Mujić               | 1987.           | 1989.         |
| 11. | Jakub ef. Selimoski (1946. – 2013.) | 1991.           | 1993.         |
| 12. | Mustafa ef. Cerić (r. 1952)         | 1993.           | 2012.         |
| 13. | Husein ef. Kavazović                | 2012.           | actuel        |